# Jean-François Thurot
Pour les articles homonymes, voir Thurot.
Jean-François Thurot, né à Issoudun le 24 mars 1768 et mort à Paris le 16 juillet 1832, est un helléniste et philosophe français.

## Biographie
Né à Issoudun, il fit ses études à Issoudun, puis à Paris, au collège de Navarre. Il entra en 1785 à l’École des ponts et chaussées et commença sa carrière dans le corps des pompiers de Paris, dont son oncle Morat était le directeur. Il devint sous-lieutenant en 1789. Il interrompit sa carrière lors de la Révolution et devint précepteur des fils de Jean-Barthélémy Le Couteulx de Canteleu. Il entra alors en rapport avec la société philosophique groupée autour de Mme Helvétius où il se lia avec Destutt de Tracy et Cabanis. 
Il est admis 1795 à suivre les cours de l’École normale nouvellement créée, en particulier ceux d’Ambroise Sicard, professeur d’art de la parole, et de Dominique Garat, professeur d’analyse de l’entendement. Il est chargé en 1796 de la traduction de l’Hermès ou Recherches sur la grammaire universelle de James Harris, qu'il publie en le faisant précéder d’un Discours préliminaire et d’une dédicace à Garat. Il traduisit ensuite la Vie de Laurent de Médicis de Roscoe (1799). 
Il enseigna à partir de 1797 la grammaire générale et comparée au Lycée des étrangers, puis fonde en 1802, l’École des Sciences et Belles-lettres avec Sylvestre-François Lacroix et Siméon Denis Poisson (1781-1840), et à plusieurs autres professeurs de l’École polytechnique. Il y enseigne les langues anciennes, la littérature et l’histoire, et en devient le directeur jusqu’en 1807. 
Il est nommé suppléant de Pierre Laromiguière (1811), puis professeur-adjoint (1812-1824) dans la chaire de Philosophie de la Faculté des lettres de Paris. En 1814, il devint professeur au Collège de France, dans la chaire de langue et philosophie grecques, où il succède à Édouard-François-Marie Bosquillon, après le refus d'Adamantios Koraïs à qui cette chaire avait été offerte en premier.
En 1830, il est élu membre de l’Académie des inscriptions et belles-lettres. Il meurt en juillet 1832, emporté par l’épidémie de choléra. Son ami, l'érudit Adamantios Koraïs, composa son épitaphe en grec.

## Œuvres
- une Apologie de Socrate, d’après Platon et Xénophon  (1806)
- une traduction du Gorgias de Platon (1815), avec des notes historiques et critiques ;
- une traduction de La Morale d’Aristote (1823), avec des notes historiques et critiques ;
- une traduction de La Politique d’Aristote (1824), avec des notes historiques et critiques ;
- une traduction du Manuel d’Épictète (1826) ;
- une traduction de la Harangue de Lycurgue contre Léocrate (1826) ;
- une traduction du Tableau de Cébès (1828).
- une édition des Phéniciennes d’Euripide (1813) ;
- une édition des Œuvres philosophiques de Locke (1822-1827), avec des extraits et des rapprochements des Nouveaux essais de l’entendement de Leibniz.
- une Notice sur la vie et les œuvres de Cabanis (1827)
- De l’Entendement et de la raison, introduction à l’étude de la philosophie (1830, réédité en 1833), qui reçoit le prix Montyon.
- Jean-François Thurot et Charles Thurot (éditeur), Mélanges de feu François Thurot, Paris, Firmin Didot libraire, 1880, XVI & 665, compte-rendu dans Émile Egger, « Mélanges de feu François Thurot », Journal des savants,‎ 1881, p. 204-212 (lire en ligne)

Ses Œuvres posthumes sont publiées par Daunou.

## Source
- Marie-Nicolas Bouillet  et Alexis Chassang (dir.), « Jean-François Thurot » dans Dictionnaire universel d’histoire et de géographie, 1878 (lire sur Wikisource)